# Путамиш
Путамиш — гірська річка на Південному узбережжі Криму.

## Опис
Довжина річки 7,6 км, площа басейну водозбору 14,5 км².

## Розташування
Бере початок на південних схилах гори Роман-Кош (1545,3 м) гірського масиву Бабуган-яйла. Тече переважно на південний схід через село Краснокам'янку, і в селищі Гурзуф біля Міжнародного дитячого центру Артек впадає в Чорне море.

## Цікаві факти
- У селі Краснокам'янка річку перетинає автошлях М18 (автомобільний шлях міжнародного значення на території України. Проходить територією Харківської, Дніпропетровської, Запорізької, Херсонської областей та АРК. Збігається з частиною європейського маршруту E105 (Кіркенес — Санкт-Петербург — Москва — Харків — Ялта).).